# Симон Боливар
Вижте пояснителната страница за други личности с името Боливар.
Симо̀н Хосе Антонио де ла Сантисима Тринидад Болѝвар де ла Консепсион и По̀нте Паласиос и Бланко (на испански: Simón José Antonio de la Santísima Trinidad Bolívar de la Concepción y Ponte Palacios y Blanco, 24 юли 1783, Каракас – 17 декември 1830, Санта Марта, Колумбия) е латиноамерикански революционер, генерал и политик, най-влиятелният и известен от ръководителите на войните за независимост на испанските колонии в Америка. Национален герой на Венецуела.
Освобождава от испанско господство Венецуела, Нова Гранада (съвременните Колумбия и Панама) и провинция Кито (съвременен Еквадор). В периода 1819 – 1830 г. е президент на Велика Колумбия, създадена на териториите на тези страни. През 1824 г. освобождава и Перу и застава начело на образуваната на територията на Горно Перу Република Боливия (1825), назована в негова чест. Провъзгласен през 1813 г. от Националния конгрес на Венецуела за Освободител.

## Биография

### Произход
Симон е роден на 24 юли 1783 г. в знатното креолско семейство на Хуан Винсенте Боливар (1726 – 1786), който произлиза от аристократична фамилия, преселила се в Америка през XVI век от бискайското село Пуебла де Боливар в Испания, откъдето идва фамилното им име. Баща му е далечен потомък на кастилския крал Фернандо III и савойския граф Амедей IV, както и на фамилията Арданса.
Далечен предшественик на революционера е неговият съименник Симон де Боливар, който е на служба при управителя на Генералното капитанство Санто Доминго от 1550 до 1570 година. Заедно с управителя, той се преселва във Венецуела през 1589 година. Като един от първите заселници в Каракас той става видна личност в местното общество, като семейството му придобива значителни имения и енкомиенди в областта, както и места в местния колониален съвет (кабилдо). Влиянието на семейство личи от факта, че след построяването на Каракаската катедрала през 1594 година то става едно от първите, получили собствен страничен параклис към нея.
Първоначалният източник на богатството на рода Боливар е захарната плантация Сан Матео с придадената към нея енкомиенда. По-късно индианците от енкомиендата, работещи на плантацията, са заменени с роби и свободни негри. Друг важен източник на приходи за семейството са мините за добив на мед, както и на злато и сребро. Към края на XVII век добивът на мед във Венецуела се разраства до такава степен, че изразът „каракаска мед“ става обичаен в испаноезичния свят. Голяма част от медните мини по това време са собственост на рода Боливар.
През 1728 година дядото на Симон Боливар, Хуан де Боливар и Мартинес де Вийегас, закупува от каталонския манастир Санта Мария де Монтсерат благородническа титла. Тя не е призната от краля, което предизвиква продължили близо столетие съдебни спорове. По линия на семейството на майка си Симон Боливар наследява и медни мини в Кокороте. По-късно той ще използва огромното богатство на рода си, за да финансира революционната си дейност.

### Ранни години
Симон Боливар израства в Генералното капитанство Венецуела. Сред неговите възпитатели е Симон Родригес, оказал голямо влияние върху младежа. Родителите му, Хуан Висенте Боливар и Понте и Мария де ла Консепсион Паласиос и Бланко, умират, докато той е още дете, съответно през 1786 и 1792 година.
През 1799 година Боливар заминава за Испания, по решение на роднините си, за да продължи своето образование. Там той изучава право и през 1802 година се жени за Мария Тереса Родригес дел Торо и Алаиса, родственица на видно семейство от Каракас, но на следващата година двамата посещават Венецуела и тя умира от малария. Боливар се връща в Испания през 1804 година, живее известно време в Париж, където посещава Политехническата школа и пътува из Европа – Италия, Швейцария, Германия, Англия и Франция. По това време той става франкмасон и по-късно основава нови ложи в Латинска Америка.. През 1805 г. Боливар посещава Съединените американски щати, където започва да обмисля плана си за освобождение на Южна Америка от испанско владичество.

### Създаване на Велика Колумбия
Симон Боливар се връща във Венецуела през 1807 г. След като Наполеон Бонапарт поставя на испанския трон брат си Жозеф Бонапарт през 1808 г., латиноамериканските колонии отказват да го признаят и властта в тях е поета от местни правителства, независими от Мадрид. Хунтата в Каракас обявява независимостта си през 1810 и Боливар, който участва в нея, е изпратен на дипломатическа мисия във Великобритания, за да иска поддръжка от британското правителство, което обаче предпочита да запази неутралитет. Боливар оставя в Лондон агента Луи-Лопес Мендес за сключване на съглашение от името на Венецуела за заем и за вербуване на войници и се завръща обратно с транспорт оръжие.
През 1811 г. Боливар отново е във Венецуела, където войната е придобила жесток характер – испанците се обръщат за помощ към полудивите обитатели на венецуелските степи (лянеросите), на което Боливар отговоря със заповед да се избият всички пленници. На следващата година, водачът на хунтата Франсиско де Миранда предава страната на испанците и Боливар заминава за Картахена, където пише своя „Картахенски манифест“. През 1813 г. Конгресът от Тунха му поверява командването на войските на Нова Гранада и на 14 май той започва настъпление към Венецуела, станало известно като „Възхитителната кампания“ (Campaña Admirable). На 23 май влиза в Мерида, където получава прозвището „Освободителя“ (El Libertador), а на 9 юни превзема и Трухильо. На 15 юни издава известния „Декрет за война до смърт“, на 6 август превзема Каракас, с което е обявена Втората венецуелска република, начело на която застава Боливар.
Той обаче не се решава да проведе реформи в интерес на по-бедните прослойки, не успява да спечели тяхната поддръжка и претърпява поражение – след въстанието на Хосе Томас Бовес през 1814 г. и падането на Венецуелската република, Боливар се връща в Нова Гранада, където оглавява колумбийските националисти и превзема Богота. Той има намерение да се отправи към Картахена и с помощта на местни сили да превземе Санта Марта, но се отказва и заминава за Ямайка. Оттам отправя искане за помощ до хаитянския лидер Александър Петион. През септември 1815 г. Боливар публикува открито писмо, в което изразява увереността си в скорошното освобождение на Америка от испанците.
През декември 1816 г. с хаитянска помощ, получена срещу обещанието за освобождаване на робите, Боливар дебаркира във Венецуела. Отмяната на робството (1816) и издадения през 1817 г. декрет за раздаване на земя на войниците от освободителната армия му позволяват да спечели помощта на населението. След неуспешен опит да събере около себе си всички предводители на революцията, за да действат по общ план, през май 1817 г. Боливар овладява Ангостура (днес Сиудад Боливар) и вдига против Испания цяла Гвиана. Боливар заповядва да се арестуват бившите му сподвижници Пиар и Марино (първият е осъден на смърт на 16 октомври 1817 г.). През февруари 1818 г., благодарение на пристигнали от Лондон войници, Боливар сформира нова армия. След редица успешни действия във Венецуела, през 1819 г. войските му освобождават и Нова Гранада, след победата в битката при Бояка.
На 7 септември 1821 г. е създадена република Велика Колумбия, федерация, в която първоначално влизат Венецуела и Нова Гранада. През декември 1819 г. Боливар е избран за президент от Националния конгрес в Ангостура, а Франсиско де Паула Сантандер – за вицепрезидент. През 1822 г. колумбийците прогонват испанските сили от провинция Кито (днес Еквадор), която се присъединява към Колумбия.

### Управление
Победите при Карабобо през 1821 и Пичинча през 1822 г. затвърждават властта на Боливар във Венецуела и Еквадор. През юли 1822 г. той се среща в Гуаякил с аржентинския генерал Хосе де Сан Мартин, „защитник на перуанската свобода“, и поема ангажимент да го подпомогне за окончателното изтласкване на роялистите от Перу. На 10 февруари 1824 г. перуанският парламент назначава Боливар за диктатор. На 6 август, подпомаган от Антонио Хосе де Сукре, той нанася решително поражение на испанците в битката при Хунин, а на 9 декември испанските войски са окончателно разгромени от Сукре при Аякучо.
На 6 август 1825 г. е обявено създаването на Боливия, като Боливар става един от малкото хора, на които е наречена цяла държава. В същото време той среща трудности да задържи контрола върху обширната Велика Колумбия. Във Венецуела започват местни въстания и федерацията се оказва на ръба на разпадането. Макар че е постигнато споразумение с венецуелските бунтовници, то предизвиква недоволство в Нова Гранада.
Опитвайки се да спаси разпадащата се държава, Боливар свиква конституционно събрание в Оканя през април 1828. Намерението му е да въведе силно централизирано управление с пожизнен президент, подобно на установеното в Боливия. Тези планове срещат силна съпротива в събранието и Боливар оттегля от него своите привърженици, след което се обявява за диктатор. Това още повече изостря напрежението и на 25 септември 1828 г. е направен опит за убийството му, а през следващите месеци започват бунтове в Нова Гранада, Венецуела и Еквадор.

### Смърт
С думите „Всички, които служеха на революцията, разораха морето“, Боливар подава оставка от президентството си на 27 април 1830 г., възнамерявайки да напусне страната и да замине в изгнание в Европа, вероятно във Франция. Той вече е изпратил няколко сандъка (с негови вещи и творби, които е избрал) в Европа, но така и не успява да отплава.
На 17 декември 1830 г., на 47-годишна възраст, Симон Боливар умира след болезнена туберкулоза в Квинта де Сан Педро Алехандрино в Санта Марта, Велика Колумбия (сега Колумбия). На смъртния си одър, Боливар моли адютанта си, генерал Даниел Флоренсио О'Лиъри, да изгори останалия архив от негови творби, писма и речи. О'Лиъри не се подчинява на заповедта и творбите на Боливар оцеляват, осигурявайки на историците богата информация за либералната философия и мисли на Боливар, както и подробности от личния му живот, като например дългата му любовна връзка с Мануела Саенц. Малко преди смъртта си през 1856 г. Саенц увеличава тази колекция, като дава на О'Лиъри собствените си писма от Боливар.
Тялото му е погребано в катедралата на Санта Марта. Дванадесет години по-късно, през 1842 г., по искане на президента Хосе Антонио Паес, то е преместено от Санта Марта в Каракас, където е издигнат паметник за погребението му в Националния Пантеон на Венецуела. Квинта близо до Санта Марта е запазена като музей с множество препратки към живота му. През 2010 г., символичните тленни останки на любовницата на Боливар, Мануела Саенц, са погребани до него по време на национална церемония, която ги събира отново и почита ролята ѝ в освободителните войни.
През януари 2008 г., президентът на Венецуела Уго Чавес създава комисия, която да разследва теорията, че Боливар е жертва на убийство. На няколко пъти Чавес заявява, че Боливар в действителност е отровен от „предателите от Нова Гранада“. През април 2010 г., специалистът по инфекциозни заболявания Пол Овертер изследва записите на симптомите на Боливар и стига до заключението, че може да е претърпял хронично отравяне с арсен, но бързо отравяне и убийство са малко вероятни. През юли 2010 г., тялото Боливар е разпоредено да бъде ексхумирано, за да бъде подложено на изследване. През юли 2011 г., международните съдебни експерти издават доклад, в който се твърди, че няма доказателства за отравяне или друга неестествена причина за смъртта.

## Личен живот
През 1799 г., след ранната смърт на баща му Хуан Висенте (починал през 1786 г.) и майка му Консепсион (починала през 1792 г.), Боливар пътува до Мексико, Франция и Испания, на 16-годишна възраст, за да завърши образованието си. Докато е в Мадрид през 1802 г., той се жени за Мария Тереса Родригес дел Торо и Алаиса, която е единствената му съпруга. Тя е свързана със семейството на Маркес дел Торо от Каракас. Осем месеца след като се завръща във Венецуела с Боливар, тя умира от жълта треска. Боливар се връща в Европа през 1804 г., където живее в Наполеонова Франция за известно време и предприема своята голяма обиколка. През това време, той трябва да е срещнал Александър фон Хумболт в Париж. Хумболт пише през 1804 г., че е срещнал млад човек в Париж, забелязал е любовта му към свободата и оживените разговори, но не е останал впечатлен от него.

### Роднини
Боливар няма деца, след като е преболедувал от морбили и паротит като дете. Най-близките му живи роднини произлизат от сестрите му и брат му. Една от сестрите му умира в ранна детска възраст. Неговата сестра Хуана Боливар и Паласиос се жени за чичото по майчина линия Дионисио Паласиос и Бланко, и има две деца, Гилермо и Бениня. Гилермо Паласиос загива, сражавайки се заедно с чичо ѝ Симон в битка при Ла Хогаса на 2 декември 1817 г. Бениня има два брака – първия с Бричено Мендес Педро, а втория с Педро Аместой. Правнуците им, най-близките живи днес роднини на Боливар, Педро, и Едуардо Мендоса Гоитичоа, към 2009 г. живеят в Каракас.
Най-голямата му сестра, Мария Антония, се омъжва за Пабло Клементе Франсиа и има четири деца: Хосефа, Анаклето, Валентина и Пабло. Мария Антония се разпорежда със средствата на Боливар, докато той работи като президент на Велика Колумбия и по-късно е изпълнителка на последната му воля. Тя се оттегля в имението на Боливар, в Маракао, което наследява от него.
По-големият му брат, Хуан Висенте, който умира през 1811 г. по време на дипломатическа мисия в Съединените щати, има три извънбрачни деца, които признава: Хуан, Фернандо Симон и Фелисия Боливар Тиноко. Боливар осигурява условията за децата и майка им след смъртта на брат му. Боливар е особено близък с Фернандо и през 1822 г. го изпраща да учи в САЩ, където той посещава университета на Вирджиния. През дългия си живот, Фернандо има незначително участие в някои от най-важните политически събития от венецуелската история, и също пътува и живее дълго време в Европа. Той има три деца, Бенджамин Боливар Готие, Сантяго Ернандес Боливар, и Клаудио Боливар Тараха. Фернандо умира през 1898 г. на 88-годишна възраст.

## Политически убеждения
Боливар е почитател и на Американската, и на Френската революция. В действителност, Джордж Вашингтон и Боливар споделят една и съща цел: независимост за своя народ и създаването на демократична държава. Той се възхищава от Томас Джеферсън и изпраща племенника си в университета на Вирджиния, който е основан и проектиран от Джеферсън. Боливар се различава обаче по политическата си философия от водачите на революцията в САЩ, по два важни въпроси. На първо място, той е твърдо против робството, макар че е от испанска Америка, която разчита предимно на робски труд. Второ, бидейки почитател на американската независимост, той не вярва, че нейната система на управление може да функционира в Латинска Америка. Въпреки твърдата си позиция за робството, през целия си живот той продължава да изпитва страхове от въстанията и управлението на пардосите (метисите) и заявява, че управлението на хетерогенни общества като Венецуела „изисква безкрайно твърда ръка“.
Боливар чувства, че Съединените американски щати са основани на нова земя, плодородна за демокрация. В контраст на това, той посочва, че испанска Америка е обект на „тройния гнет на невежеството, тиранията и вицекраля.“. Ако република може да бъде основана на такава земя, според него ще трябва да се направят някои отстъпки по отношение на свободата. Това се проявява, когато Боливар обвинява за падането на първата република подчинените си, опитвайки се да имитира „някаква ефирна република“ и не обръща внимание на политическата реалност на Южна Америка.
Сред книгите, които го придружават, когато пътува, са „Богатството на народите“ на Адам Смит, „Писма“ на Волтер, а когато пише боливийската конституция, „Духът на законите“ на Монтескьо. Боливийската му конституция го поставя в лагера на това, което в края на XIX век ще стане известно като латиноамерикански консерватизъм. Боливийската конституция предвижда доживотен президент и наследствен сенат, и по същество пресъздава британската неписана конституция, както е съществувала в този момент, без официално да е предвидено основаването на монархия. Именно опитите на Боливар да реализира подобна конституция във Велика Колумбия, довеждат до свалянето му и отхвърляне и ̀през 1830 г.
Относно имиграционната му политика спрямо Колумбия, той гледа на имиграцията на североамериканци и европейци като необходима (с изключение на испанците, които са експулсирани) за подобряването на икономиката на страната, за развитието на изкуствата и науките, следвайки стъпките на латиноамериканските креолски елити, които приемат без въпроси много от еволюционистките, социалните и расовите теории на своето време.

## Наследство
В Латинска Америка името Боливар е много популярно. Боливаризмът от последните две десетилетия, например във Венецуела на Уго Чавес, се опитва да пробуди спомените за Боливар с помощта на леви въгледи върху творбите и предполагаемите му амбиции, като основа за едно ново политическо движение. Въпреки това, някои критици, включително потомците на Боливар, заявяват, че Боливар би отхвърлил тези позиции.
След поражението и ранната му смърт, отнема повече от едно десетилетие, за да бъде реабилитиран неговия изгубен образ в Южна Америка. Към 1840-те години, спомените на Боливар се оказват полезни за изграждането на чувство за държавност. Във Венецуела например, това почти се превръща в култ, първо при президента Хосе Антонио Паес и най-вече при президента Антонио Гусман Бланко. Тъй като образът на Боливар се превръща в център на националната идентичност на Венецуела, Колумбия, Панама, Еквадор, Перу и Боливия, мантията му е наметната от почти всички политици от всички части на политическия спектър.
Карл Маркс обаче дава отрицателна характеристика на Освободителя в една от статиите си. Ето защо, в съветската и социалистическата литература дълго време Боливар е определян като диктатор, който представлява интересите на буржоазията и земевладелците.
Името му е увековечено в името на държавите Боливия и Венецуела (Боливарска република Венецуела), в имена на провинции, градове, улици, парични единици (боливиано – Боливия, боливар – Венецуела), издигнати са многобройни паметници. На Симон Боливар са посветени биографии, произведения на изкуството, исторически съчинения.
По неофициални данни, Симон Боливар печели 472 битки. Боливар е главният герой в романа на колумбийския писател Габриел Гарсия Маркес „Генералът в неговия лабиринт“, в който събитията се развиват в последната година от живота на генерала. Биографии за Боливар пишат Емил Лудвиг, украинския класик Иван Франко.

### Паметници, институции и имена
Повечето градове в Венецуела и Колумбия имат бюст или статуя на Боливар. Във Венецуела, всеки град или село имат централен площад, известен като площад „Боливар“.
- Билбао (Страната на баските, Испания) – улица „Симон Боливар“, улица в центъра на град Билбао, в чест на Боливар и баският му произход и паметник на площад „Венецуела“.
- Централният площад в Богота, Колумбия се нарича Пласа де Боливар (площад „Боливар“). Около този площад са издигнати Колумбийския национален капитол, колумбийската Палата на правосъдието, Двореца на Лиевано (в която се помещава кмета на Богота) и основната катедрала на града.
- Боливар (в Баската автономна обраст, Испания), родния град на семейството на Боливар – паметник на Боливар, дар от Венецуела. Музеят, посветен на Симон Боливар, неговото семейство и предци е построен в къщата на рода на Симон Боливар по бащина линия.
- „Симон Боливар“, подводница с балистични ракети от клас „Бенджамин Франклин“ е кръстена на него.
- Най-силният футболен клуб на Боливия се нарича „Боливар“.

### Боливар в масонството
Известно е, че посвещението си в масонство Боливар получава в Испания, в Кадис. От 1807 г. той е въведен в Шотландския устав. През 1824 г. Боливар учредява в Перу масонската ложа „Ред и свобода“ № 2.